# Pistacia
Pistacia é um género botânico pertencente à família Anacardiaceae, composto por 10 espécies. O conhecido pistáchio (ou pistache) é o fruto de uma das espécies deste género, a Pistacia vera.

## Espécies
- Pistacia vera - O conhecido pistáchio ou pistache
- Pistacia terebinthus
- Pistacia lentiscus
- Pistacia sinensis
- Pistacia afghanistania
- Pistacia atlantica
- Pistacia khinjuk
- Pistacia mexicana
- Pistacia texana
- Pistacia wienmannifolia

## Portugal
Em Portugal ocorre duas espécies deste género, ambas em Portugal Continental, de onde são nativas:
- Pistacia lentiscus L.
- Pistacia terebinthus L.

## Classificação do gênero
| Sistema | Classificação                    | Referência               |
| ------- | -------------------------------- | ------------------------ |
| Linné   | Classe Dioecia, ordem Tetrandria | Species plantarum (1753) |
| Linné   | Classe Dioecia, ordem Pentandria | Genera plantarum (1754)  |